# Portis
Portis és una població dels Estats Units a l'estat de Kansas. Segons el cens del 2000 tenia 123 habitants.

## Demografia
Segons el cens del 2000, Portis tenia 123 habitants, 58 habitatges, i 33 famílies. La densitat de població era de 175,9 habitants/km².
Dels 58 habitatges en un 20,7% hi vivien nens de menys de 18 anys, en un 53,4% hi vivien parelles casades, en un 3,4% dones solteres, i en un 43,1% no eren unitats familiars. En el 39,7% dels habitatges hi vivien persones soles el 19% de les quals corresponia a persones de 65 anys o més que vivien soles. El nombre mitjà de persones vivint en cada habitatge era de 2,12 i el nombre mitjà de persones que vivien en cada família era de 2,91.
Per edats la població es repartia de la següent manera: un 24,4% tenia menys de 18 anys, un 1,6% entre 18 i 24, un 24,4% entre 25 i 44, un 23,6% de 45 a 60 i un 26% 65 anys o més.
L'edat mediana era de 45 anys. Per cada 100 dones de 18 o més anys hi havia 106,7 homes.
La renda mediana per habitatge era de 25.000 $ i la renda mediana per família de 28.333 $. Els homes tenien una renda mediana de 25.000 $ mentre que les dones 17.500 $. La renda per capita de la població era de 23.653 $. Entorn del 3,6% de les famílies i el 6,6% de la població estaven per davall del llindar de pobresa.

## Poblacions més properes
El següent diagrama mostra les poblacions més properes.